# HD74168
HD74168 — хімічно пекулярна зоря спектрального класу B9, що має видиму зоряну величину в смузі V приблизно  7,5.
Вона  розташована на відстані близько 965,0 світлових років від Сонця.

## Фізичні характеристики
Телескоп Гіппаркос зареєстрував фотометричну змінність  даної зорі з періодом    1,75 доби в межах від  Hmin= 7,45 до  Hmax= 7,41.

## Пекулярний хімічний склад
Зоряна атмосфера HD74168 має підвищений вміст 
Si
.